# Лож
Лож (словен. Lož, итал. Olisa) је насељено место у општини Лошка Долина, Приморско-нотрањска регија, Словенија.

## Историја
До територијалне реорганизације у Словенији био је у саставу старе општине Церкница.

## Становништво
У попису становништва из 2011. године, Лож је имао 642 становника.
| Број становника према пописима | Број становника према пописима | Број становника према пописима |
| ------------------------------ | ------------------------------ | ------------------------------ |
| 1991                           | 2002                           | 2011                           |
| 541                            | 539                            | 642                            |

## Галерија
- детаљ
- улаз у насеље
- табла на улазу у Лож
- поглед на Крижну гору из Ложа
- куће
- остаци старог града
- месно гробље
- римокатоличка црква "Св. Рок" на месном гробљу